# Goondnomdanepa
Goondnomdanepa is een geslacht van wantsen uit de familie van de Nepidae (Waterschorpioenen). Het geslacht werd voor het eerst wetenschappelijk beschreven door Lansbury in 1974.

## Soorten
Het genus bevat de volgende soorten:

- Goondnomdanepa brittoni Lansbury, 1978
- Goondnomdanepa prominens Lansbury, 1978
- Goondnomdanepa weiri Lansbury, 1974